# MAP-Kinase-Weg

Hauptkomponente des MAPK/ERK Weges. „P“ symbolisiert Phosphat. Epidermaler Wachstumsfaktor bindet EGF-Rezeptor (EGFR) in die Zellmembran und beginnt die Signalkaskade. Phosphat-Signal aktiviert MAPK (auch genannt ERK).

Der MAP-Kinase-Weg (MAP, englisch mitogen-activated protein) bezeichnet in der Biologie eine Reihe mehrstufiger Signaltransduktionswege, die unter anderem an der Regulation der Embryogenese, der Zelldifferenzierung, des Zellwachstums und des Programmierten Zelltodes beteiligt sind.

## Signalweg

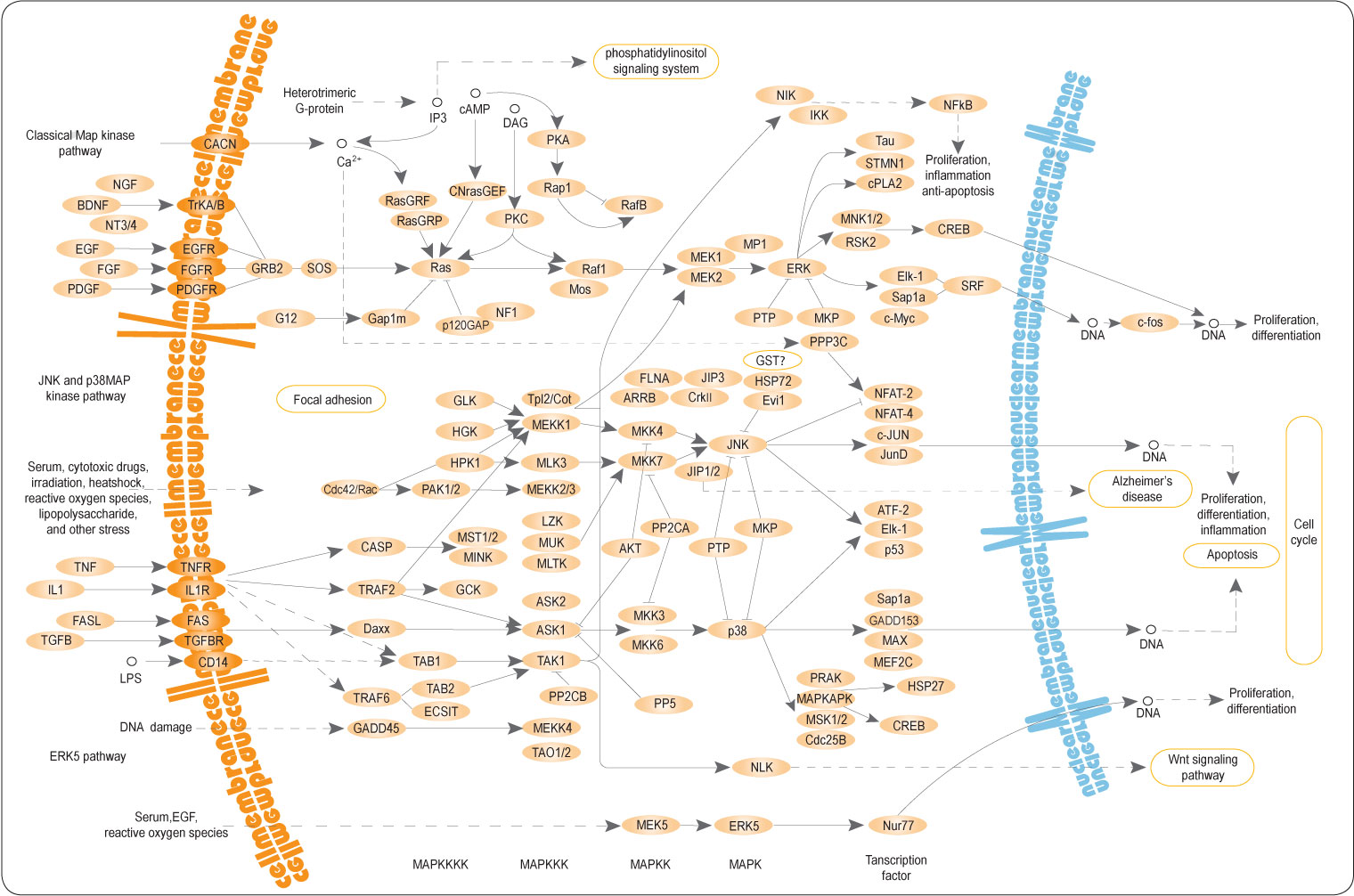
Die Signalwege der MAP-Kinasen.

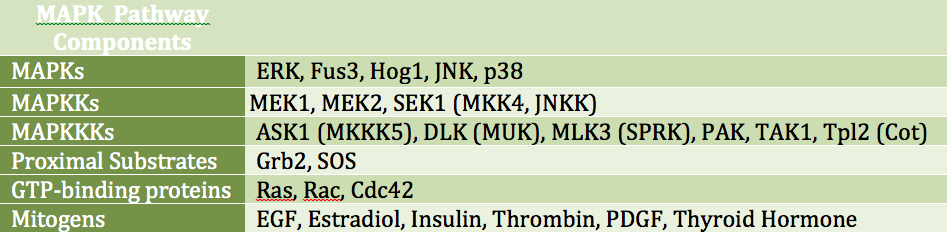
Proteine im MAP-Kinase-Weg

Die MAP-Kinase-Signalwege umfassen mindestens drei „in Serie“ geschaltete Kinasen (siehe Abbildung): Eine MAP-Kinase-Kinase-Kinase (MAP-3K, auch MAP-KKK), eine MAP-Kinase-Kinase (MAP-2K, auch MAP-KK) und eine MAP-Kinase (MAP-K), welche in dieser Reihenfolge aktiviert (phosphoryliert) werden. Man spricht hier auch von Phosphorylierungskaskaden.
Man unterscheidet grundsätzlich drei verschiedene Signalwege, welche durch verschiedene Faktoren aktiviert werden. Die Aktivierung über Mitogene oder Wachstumsfaktoren an Rezeptoren aktiviert die Kaskade Raf → MEK 1/2 → ERK 1/2 und wird auch ERK1/ERK2-Kaskade genannt, was zu Zellwachstum, Zellproliferation und Differenzierung führen kann. Dieser Signalweg ist bei 30 % aller Krebsarten hyperaktiviert. Die Aktivierung über Zytokine wie Tumornekrosefaktoren oder Interleukin-1-Rezeptor Typ 1 aktiviert die Kaskade MLKs/TAK/ASK1 → MKK 3/6 → p38/MAPK-α/β, was Antworten wie Entzündung, Apoptose, Wachstum oder Differenzierung zur Folge haben kann. Die Aktivierung über Stress, UV-Licht, Hitzeschock oder einen Osmotischen Schock aktiviert die Kaskade MLKs/ASK-1/MEKK-1/4 → MKK-4/7 → SAPK/JNK-1/2/3, was Antworten wie Entzündung, Apoptose, Wachstum oder Differenzierung zur Folge haben kann.
Hierbei wurden die aktivierten Proteine in der Reihenfolge MAP-3K → MAP-2K → MAP-K genannt. Dass dabei immer auch mehr als eine Kaskade der Form MAP-3K/MAP-2K/MAP-K aktiviert werden kann (die jeweils nicht auf einen Weg beschränkt sein muss) kompliziert den MAP-Kinase-Weg. Der Einfachheit halber wurden hier außerdem nur die wichtigsten Enzyme erwähnt. Die Dauer der Aktivierung eines MAPK-Signalwegs ist unter anderem vom jeweiligen Rezeptor abhängig. Während eine Aktivierung des EGF-Rezeptors zu einer MAPK-Aktivierung von etwa fünf Minuten führt, dauert die MAPK-Aktivierung nach Aktivierung des NGFR mehrere Stunden. Die Phosphorylierungen werden teilweise durch Proteinphosphatasen wie PP2A oder PP1C wieder entfernt. MAP-Kinasen können durch MAP-Kinase-Inhibitoren gehemmt werden.

## Homologien

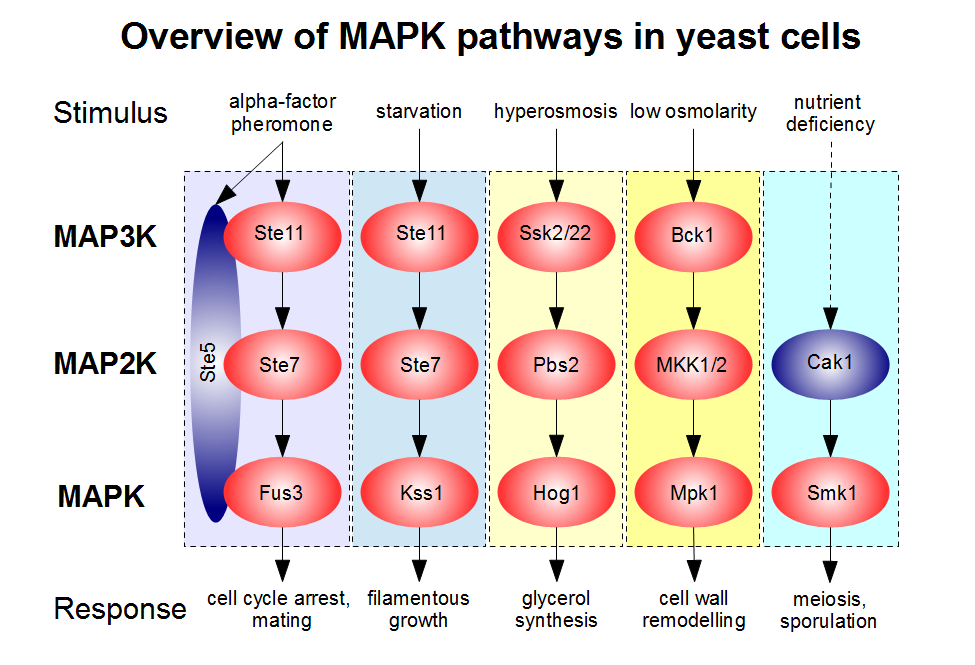
MAP-Kinase-Wege in der Bäckerhefe

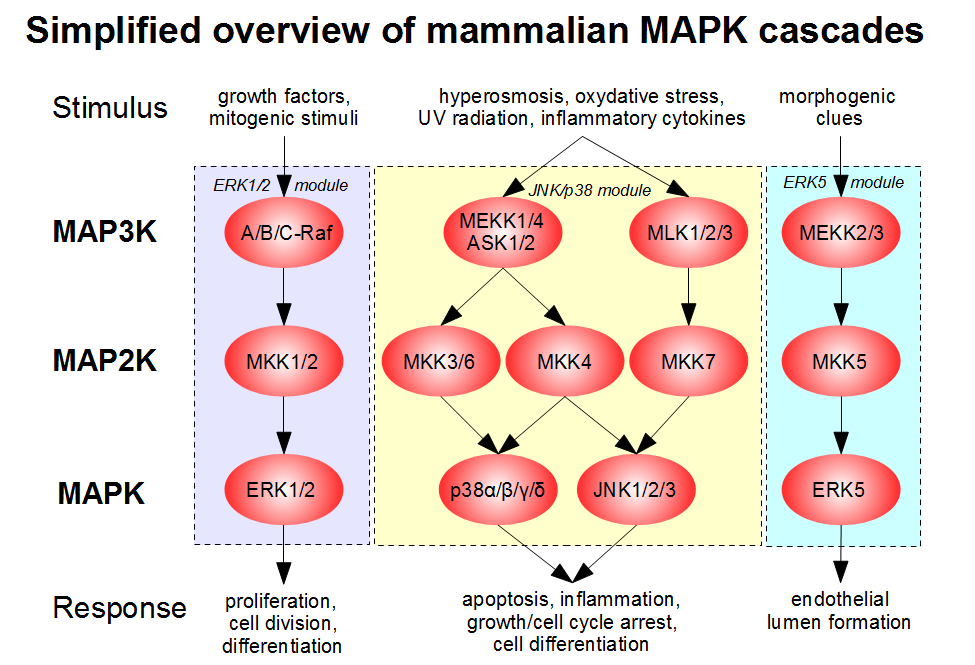
MAP-Kinase-Wege in Säugetieren

Die Auslöser und die beteiligten Proteine des MAP-Kinase-Weges unterscheiden sich teilweise, je nach den Umgebungsbedingungen der Zelle. Bei Einzellern werden MAP-Kinase-Wege durch Umweltfaktoren wie Nahrungsmangel, hyper- oder hypotone Umgebungen, aber auch Pheromone ausgelöst. Bei Säugetierzellen werden MAP-Kinase-Wege unter anderem durch ultraviolettes Licht, oxidativen Stress, hypertone Umgebungen, Wachstumsfaktoren, Zytokine und Differenzierungsfaktoren ausgelöst.

## MAPKK-Kinasen
MAPKKK, z. B. Raf, aktivieren die im Signalweg nachfolgenden Proteine durch Phosphorylierung an Serin- oder Threonin-Seitenketten, die im Allgemeinen eine längere Halbwertszeit als phosphorylierte Tyrosine besitzen.

## MAPK-Kinasen
Die MAPKK, z. B. MEK, werden auch durch die Phosphorylierung an zwei Stellen aktiviert (entweder Tyrosin oder Threonin), beide Phosphorylierungen sind zur Aktivierung der Kinase notwendig.

## MAP-Kinasen
Die MAP-Kinasen (MAP-K) selbst sind kleine Proteinkinasen mit einer Molekülmasse um 36.000–44.000 Da, welche andere Proteine an spezifischen Serin-, Threonin- oder Tyrosin-Resten phosphorylieren. RAF und MAPK sind Serin/Threonin-selektive Proteinkinasen. MEK (synonym MAPKK, Kinase der MAP-Kinase) ist eine Tyrosin/Threonin-Kinase.
Die MAP-Kinasen werden normalerweise direkt durch Phosphorylierung an zwei Stellen aktiviert. Bei diesen handelt es sich um ein Tyrosin sowie ein Threonin, welche nur durch eine Aminosäure getrennt sind. Damit die Kinasen aktiv sind, müssen beide Reste phosphoryliert sein. Die Phosphorylierung dieser beiden Aminosäuren wird durch die MAP-KK vollzogen, welche einen Schritt weiter „oben“ in der Kaskade (siehe Abbildung) steht. Wenn die MAP-Kinasen aktiviert sind, werden die von ihnen phosphorylierten Transkriptionsfaktoren in den Zellkern importiert und dadurch die Transkription einer Vielzahl von Zielgenen aktiviert. Sobald die MAP-Kinasen dephosphoryliert und damit inaktiviert werden, stehen sie für weitere Aktivierungszyklen zur Verfügung.
Die MAP-Kinasen (MAP-K) werden in drei Gruppen aufgeteilt. Die extracellular signal-regulated kinases umfassen die Isoformen ERK-1, ERK-2 und ERK-5. Daneben existieren die p38-mitogenaktivierte Proteinkinase und die c-Jun-N-terminalen Kinasen (JNK).

## Klinische Bedeutung
Genetisch bedingte Störungen können zu RASopathien führen.